# زیردریایی اسپادون (اس۶۳۷)
زیردریایی اسپادون (اس۶۳۷) (به انگلیسی: French submarine Espadon (S637)) یک زیردریایی است که طول آن 78.4 m می‌باشد. این زیردریایی در سال ۱۹۵۸ ساخته شد.